# Az élet komédiája
Az élet komédiája (eredeti francia címe Le Carnaval des vérités) 1920-ban bemutatott francia némafilm, rendezte Marcel L’Herbier. 
A díszleteket Claude Autant-Lara, a későbbi jeles filmrendező tervezte.
Magyarországon a filmet 1920. december 20-án mutatták be.

## Cselekménye
Az idős házaspár, Henri Aristoy és a felesége egykori nagy birtokuk szegényes maradványán gazdálkodik. Egyetlen reményük szeretett fiuk, Juan, aki katona, és most a frontról való hazatérését várják.
A leszereléskor Juan nehéz szívvel válik meg gazdag katonabarátaitól. Fényűzésre vágyó hajlama miatt szorongva gondol egyszerű szülőfalujára. Ifjúkori barátja, a kalandor Paul Dorsenne tanácsokkal látja el. Egy gazdag gyáros fiatal felesége, Andrée Cernein asszony szerelem nélküli házaséletet él és megértő férfilelket keres. Talán ő segithetne.
Paul Dorsenne-nek azonban cselszövény jár a fejében. A leszerelés után hazafelé induló Juant meghívja egy villába, ahol megismerkedik Paul barátnéjável, Della Gentiaval és az egész társasággal. Köztük van Andrée Cernein asszony és Della Geutia gyámleánya is, a nemes erkölcsű árva, Clarisse. Clarisse egy korábbi kis baleset óta ismeri Juan szüleit, és most vonzódik a fiúhoz. Juan azonban beleszeret Andrée-be, aki viszonozza érzelmeit.
Della Geutia és Paul Dorsenne egymás karjába kergetik Andrée-t és Juant, és a találkájukra hazacsalják a férjet. Della Geutia úgy tesz, mintha ő mentené ki a csapdából a szerelmeseket, közben ellopja Andrée nagyértékü smaragdgyűrüjét. Juanra terelődik a gyanú, el kell menekülnie. Kalandok sorozata után Clarisse és Juan a boldog szülők karjai között találnak egymásra.

## Szereplők
- Suzanne Desprès – Madame Della Gentia
- Paul Capellani – Paul Dorsenne
- Jaque-Catelain – Juan Tristan
- Diane Ferval – Andrée Cernein
- Marcelle Pradot – Clarisse
- Eugénie Nau – Madame Aristoy
- Claude France
- Marcelle Chantal
- Philippe Hériat
- Fernand Ledoux
- Marcelle Lucas
- Mado Minty